# Szekeres Ferenc (atléta)
Szekeres Ferenc (Abony, 1947. március 21. –) magyar maratoni futó, a Csepel SC versenyzője.

## Életrajzi adatok
Általános iskolai tanulmányait Abonyban végezte. Sportszeretetét családjából és az iskolából merítette. Öten voltak testvérek, valamilyen szinten mindannyian sportoltak. Testnevelője és osztályfőnöke, Skultéty Sándor volt, az abonyi birkózósport megteremtője, Varga János olimpiai bajnok birkózó nevelője.
A középiskolát Budapesten végezte.  
Érettségi után  a Csepel Művekbe került, mint gépi könyvelő, majd a Csepel SC-be 20 évesen, mint kezdő középtávfutó.
Viszonylag gyorsan jöttek az eredmények, a kemény edzések alapján.
Edzői: Kincses Lajos, Juhász Béla, és Babinyecz József.
Mindvégig a Csepel SC versenyzője.
Összesen 75 maratoni távot futott, és amire büszke, hogy mindegyiket sikeresen teljesítette. Elmondása alapján kb. 175000 kilométert futott.
Jelenleg is, 2010-ben, veterán versenyeken indul.
Leánya, Veronika is tehetséges futónak indult - csapatban amatőr maratoni bajnokságot nyert a MICRO SC színeiben-, de egészségi állapota miatt korán abbahagyta a versenyzést.

## Eredményei
Legjobb eredményei: 400m: 54,2;  800m: 1,55:5;  1500m: 3,50:2;  3000m: 8,09:2; 5000m: 13:59.2; 10000m: 28:59; 25 km: 1ó16:29; 
30 km: 1ó33:19; 
Hétszer nyerte meg az országos maratoni bajnokságot, 1973 és 1982 között. A legjobb idejével – 2:12:35 – második a hazai örökranglistán. Két olimpián képviselte hazánkat, Münchenben és Moszkvában. A moszkvai olimpián 2:15:18-cal a 12. helyen végzett. A római Európa-bajnokságon 1974-ben 6. helyezést ért el: 2:20:12,8-del. 1980-ban és 1982-ben győzött az amszterdami maratonon. Szenior versenyzőként sorozatban nyert csapatával a Bécs–Budapest Szupermaratonon korosztályos kategóriában.